# Tagebau Cottbus-Nord
Der Tagebau Cottbus-Nord war ein Braunkohletagebau im Lausitzer Braunkohlerevier, der zuletzt von der Vattenfall Europe Mining AG betrieben wurde und sich jetzt im Besitz der Lausitz Energie Bergbau AG befindet. Der flächenmäßig größere Teil befand sich im Gebiet der Stadt Cottbus, ein kleinerer Teil berührte den Landkreis Spree-Neiße. Die Kohleförderung wurde 1981 aufgenommen und am 23. Dezember 2015 eingestellt.

## Ortsabbrüche
Seit der Erschließung des Tagebaus im Norden von Cottbus im Jahr 1978 (Aufschlussbaggerung) wurden bis 2010 die vier Orte Groß Lieskow (Liškow), Klein Lieskow (Liškowk), Lakoma (Łakoma) und Tranitz (Tšawnica) vollständig abgebaggert. In den drei Dörfern Dissenchen (Dešank), Merzdorf (Žylowk) und Schlichow (Šlichow) kam es zu Teilortsabbrüchen. Insgesamt mussten 906 Einwohner umgesiedelt werden.

## Nachnutzung
Seit Beendigung der Förderung 2015 wird die Bergbaufolgelandschaft rekultiviert mit kleineren Flächen für die Forstwirtschaft und der Flutung großer Gebiete. Dabei entstand mit dem Cottbuser Ostsee der größte See des Lausitzer Seenlands.
Am 12. April 2019 öffneten Ministerpräsident Dietmar Woidke, der Cottbuser Oberbürgermeister Holger Kelch, Angelika Seidemann vom Landesamt für Bergbau, Geologie und Rohstoffe Brandenburg, der Landrat des Landkreises Spree-Neiße Harald Altekrüger und die beiden LEAG-Vorstände Helmar Rendez und Uwe Grosser mit einem symbolischen Knopfdruck die Schleuse am Einlaufbauwerk Lakoma, um den Bereich des Sees mit Spreewasser zu füllen. Der Vorgang wird voraussichtlich  2025 beendet sein.

## Technik

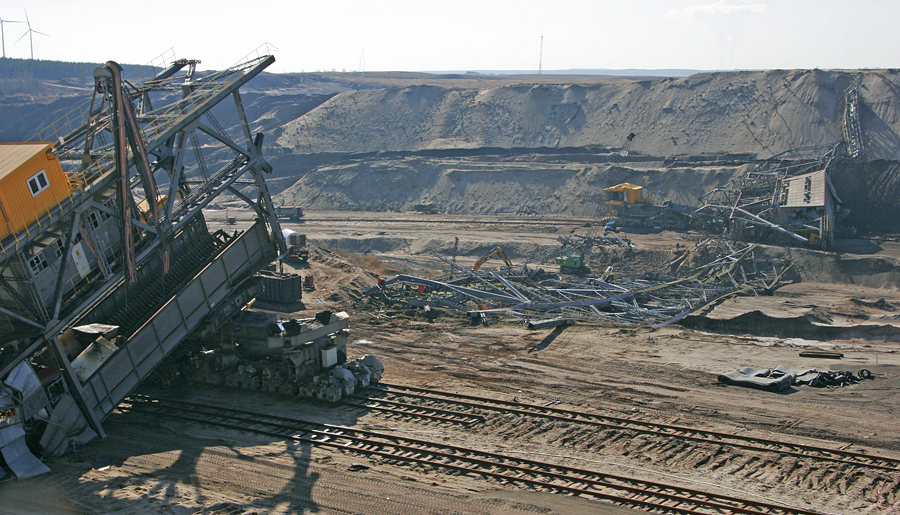
Gesprengte Abraumförderbrücke F34 (4. März 2016)

Im Tagebau Cottbus-Nord wurde der Abraum seit 1983 mithilfe zweier Eimerkettenbagger abgetragen, die an eine Abraumförderbrücke vom Typ F34 angeschlossen sind. Der Abraum wurde über die Förderbrücke abtransportiert und auf der Haldenseite verkippt. Von 1985 bis 1991 war eine zweite Abraumförderbrücke vom Typ F34 in Kombination mit zwei Eimerkettenbaggern im Einsatz. Die zweite Brücke wurde im Jahr 1995 gesprengt. Im Rahmen der Einstellung der Kohleförderung zum Jahresende 2015 erreichte die Abraumförderbrücke im August 2015 ihre Endstellung. Am 3. März 2016 wurde die letzte noch verbliebene Abraumförderbrücke vom Typ F34 gesprengt. Bis 1995 war zusätzlich ein Vorschnittbetrieb im Einsatz. Die Rohbraunkohle wurde zuletzt von je zwei Eimerketten- und Schaufelradbaggern gefördert und direkt in Züge verladen. Der Tagebau Cottbus-Nord war der letzte Braunkohle-Tagebau Deutschlands mit direkter Zugbeladung. Die Kohleförderung wurde am 23. Dezember 2015 mit dem letzten Kohlezug zum Kraftwerk Jänschwalde eingestellt.

### Geräte im Brückenbetrieb

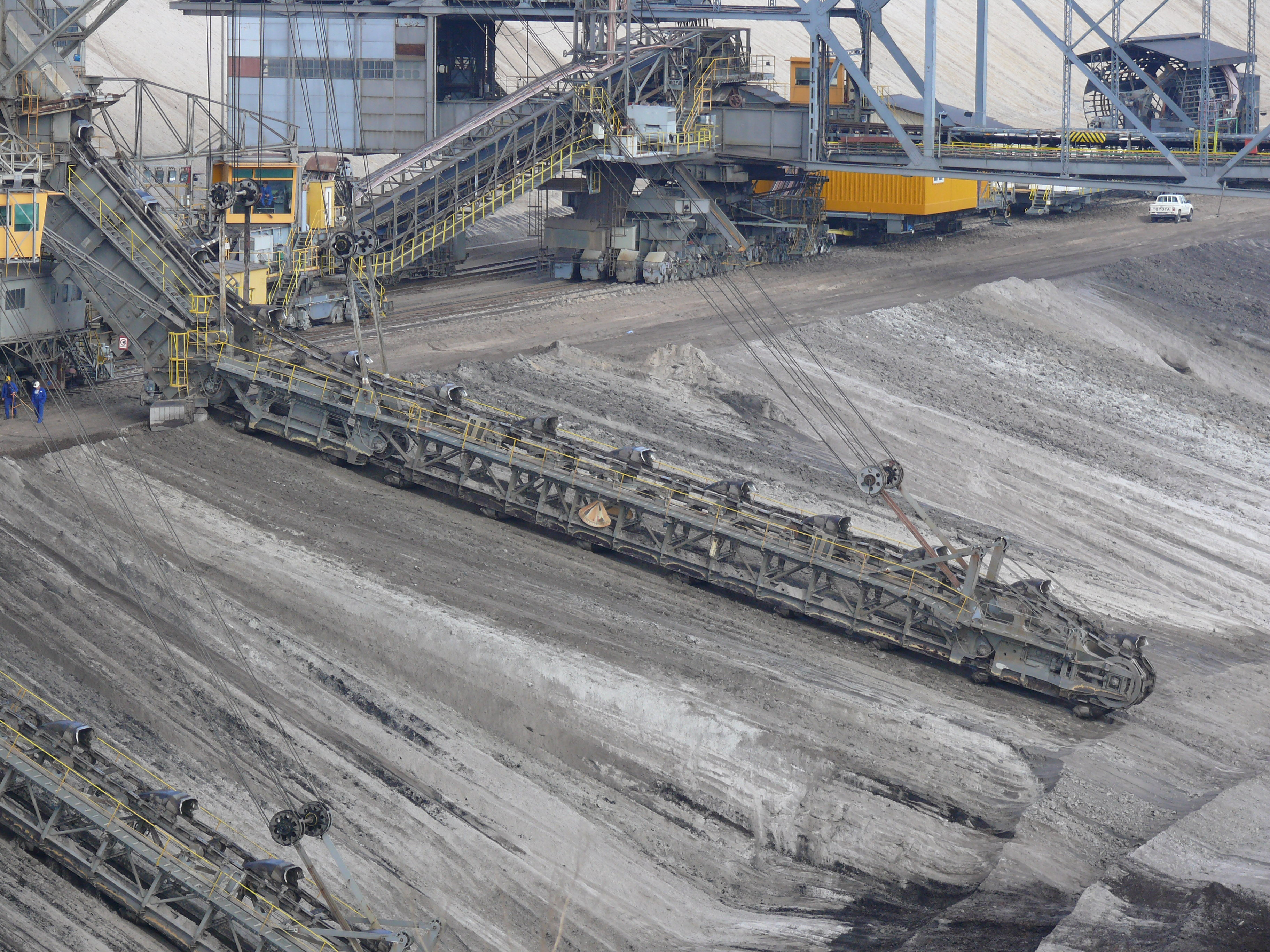
Eimerketten bei der Arbeit

- Abraumförderbrücke 27 F34 (gesprengt am 3. März 2016)
- Eimerkettenbagger 633 Es 1120.2
- Eimerkettenbagger 634 Es 1120.2

### Geräte im Grubenbetrieb

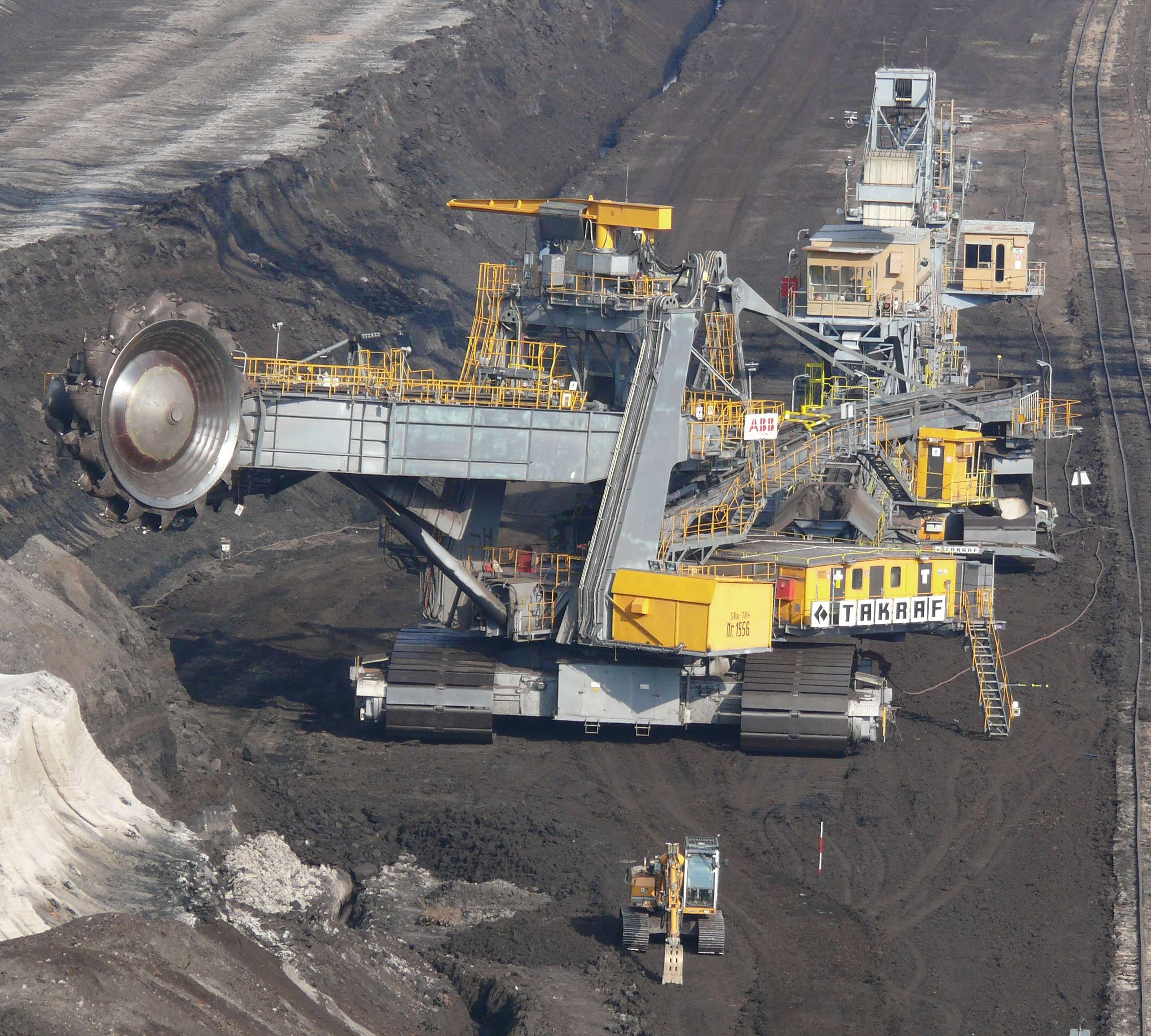
Schaufelradbagger 1556 SRs 702

- Eimerkettenbagger 304 ERs 500
- Eimerkettenbagger 322 ERs 500
- Bandwagen 740 BRs 1200
- Bandwagen 741 BRs 1200
- Schaufelradbagger 1555 SRs 702
- Schaufelradbagger 1556 SRs 704